# František Malík
František Malík (22. prosince 1885 Řetenice - 29. března 1967 Praha) byl český a československý odborový předák, politik, člen Československé sociálně demokratické strany dělnické, pak Komunistické strany Československa, za níž zasedal jako senátor v Národním shromáždění ČSR.

## Biografie
Pocházel z hornické rodiny a od 16 let sám pracoval jako horník. Byl aktivní v hornickém odborovém hnutí. Počátkem 20. let přešel během rozkolu v sociální demokracii do nově ustavené KSČ. Organizoval její odbory na Kladensku, v roce 1932 byl jedním z hlavních organizátorů mostecké stávky. V letech 1934-1938 byl ústředním tajemníkem Průmyslového svazu horníků.
V parlamentních volbách v roce 1935 získal senátorské křeslo v Národním shromáždění. V senátu setrval do prosince 1938, kdy jeho mandát zanikl v důsledku rozpuštění KSČ. Profesí byl k roku 1935 odborovým tajemníkem v Praze-Nuslích.
Za války byl členem londýnské Státní rady Československé, jež působila jako exilový československý parlament. Po návratu do Československa byl v květnu 1945 pověřen funkcí tajemníka Svazu zaměstnanců v hornictví. Tento post zastával do roku 1948. Pak byl v letech 1948-1957 funkcionářem generálního ředitelství československých dolů.